# Saint-Mesmes
Saint-Mesmes település Franciaországban, Seine-et-Marne megyében. Lakosainak száma 596 fő (2022. január 1.). Saint-Mesmes Charny, Compans, Messy, Nantouillet, Thieux és Vinantes községekkel határos.

## Népesség
A település népessége az elmúlt években az alábbi módon változott:
| Lakosok száma | 600  | 614  | 619  | 613  | 612  | 612  | 608  | 613  | 596  |
|               | 2013 | 2015 | 2016 | 2017 | 2018 | 2019 | 2020 | 2021 | 2022 |